# Аркси, Нил
Нил Аркси (англ. Neil Arksey) ― британский писатель, известный своими работами в телевизионных драмах и романами для читателей среднего класса, подростков и детей. Его книги публиковались издательствами «Penguin Books» и «Random House»
.

## Карьера писателя
В начале своей карьеры Нил Аркси участвовал в написании сценариев телешоу для дошкольников «Маленькие роботы», которое транслировалось в эфире телекомпании «BBC» в Великобритании.
Занявшись писательским трудом, Нил Аркси продолжал писать сценарии для «Маленьких роботов», а также для ряда других телешоу, предназначенных для детей, включая «Собаку Киппера».
В качестве редактора рассказов, редактора сценариев, главного сценариста и продюсера Нил Аркси работал над рядом британских мыльных опер и драматических сериалов, таких как «Перекрёсток» (телесериал), «Ривер Сити» , «Семейные дела» и « Майл Хай».
Нил Аркси также работал главным сценаристом и продюсером телесериалов в других европейских странах, например, в команде сериала  «Тайные жизни» (фин. Salatut Elämät) в Финляндии и «Joban Rosszban» в Венгрии.
Был сценаристом и продюсером в художественном фильме «Беги к земле», мрачном триллере, действие которого происходило в Мишкольце в восточной Венгрии.
Его книга «Разумная жизнь» получила широкое признание ряда ведущих ученых. Аркси преподает писательское мастерство в «CityLit», Лондонской киношколе и Университете Брунеля.

## Книги
- Brooksie
- Result!
- Flint
- MacB
- Playing On The Edge (shortlisted for the Blue Peter Book Awards 2001)
- Sudden Death
- As Good As Dead In Downtown
- Intelligent Life
- Alltalk
- Shoot